# Ватилакос
Ватилакос (грч. Βαθύλακκος) је насељено место у општини Драма у периферији Источна Македонија и Тракија, Грчка. Према попису из 2021. године било је 42 становника.
Према бугарском географу и историчару, Василу Канчову, у Ватилакосу је 1900. године живело 410 Турака. Године 1923. турско становништво је принудно исељено у Турску а на њихово место је насељена 41 грчка избегличка породица, којих је на попису из 1928. било 130. Село се раније звало Ковишта.